# Ancretiéville-Saint-Victor
Ancretiéville-Saint-Victor település Franciaországban, Seine-Maritime megyében. Lakosainak száma 374 fő (2022. január 1.). Ancretiéville-Saint-Victor Val-de-Saâne, Bertrimont, Bourdainville, Ectot-l’Auber, Émanville, Gueutteville, Hugleville-en-Caux és Saussay községekkel határos.

## Népesség
A település népességének változása:
| Lakosok száma | 383  | 398  | 395  | 381  | 372  | 373  | 371  | 367  | 374  |
|               | 2013 | 2015 | 2016 | 2017 | 2018 | 2019 | 2020 | 2021 | 2022 |